# Brandon Davies
Brandon Davies (Filadelfia, Pensilvania, 25 de julio de 1991) es un jugador de baloncesto estadounidense, con pasaporte ugandés, que pertenece a la plantilla del KK Partizan de la ABA Liga. Con 2,09 metros de altura, juega en la posición de pívot.

## Trayectoria deportiva

### Universidad
Jugó durante cuatro temporadas con los Cougars de la Universidad Brigham Young, en las que promedió 12,4 puntos, 6,2 rebotes y 1,6 asistencias por partido. En sus dos últimas temporadas fue incluido en el mejor quinteto de la West Coast Conference.

### Profesional
Tras no ser elegido en el Draft de la NBA de 2013, jugó con Los Angeles Clippers la NBA Summer League, llegando a fichar por el equipo semanas después, pero fue despedido antes del comienzo de la competición. Una semana más tarde, el 20 de octubre fichó como agente libre por Philadelphia 76ers, con los que debutó ante Chicago Bulls, anotando dos puntos.
El 11 de diciembre de 2014, Davies fue traspasado a los Brooklyn Nets a cambio de Andréi Kirilenko, Jorge Gutiérrez, una elección de segunda ronda para el draft de 2020 y los derechos de intercambiar elecciones de segunda ronda para el 2018.
En enero de 2015 fichó pare el resto de la temporada con el Élan Sportif Chalonnais francés.
En agosto de 2015 firmó con el equipo italiano del Pallacanestro Varese por una temporada.
En julio de 2016 fichó por el AS Mónaco Basket de la liga francesa.
En junio de 2017 Davies firmó un contrato de una temporada más otra opcional con el conjunto lituano del Žalgiris Kaunas.
Tras finalizar su contrato con Žalgiris Kaunas, el 4 de julio de 2019 ficha por el Fútbol Club Barcelona para las próximas dos temporadas.
El 24 de junio de 2022, Davies firmó un contrato por 2 temporadas con Olimpia Milano de la Lega Basket Serie A y la Euroliga. El 5 de junio de 2023, Brandon se desvinculó del equipo italiano habiendo cumplido solamente una de las dos temporadas acordadas.
El 5 de julio de 2023 firmó un contrato de dos años con el club español Valencia Basket, de la Liga Endesa.
El 20 de agosto de 2024 se anunció su incorporación al KK Partizan de la ABA Liga.

## Estadísticas de su carrera en la NBA

### Temporada regular
| Año     | Equipo       | PJ | PT | MPP  | %TC  | %3P  | %TL  | RPP | APP | ROB | TPP | PPP |
| ------- | ------------ | -- | -- | ---- | ---- | ---- | ---- | --- | --- | --- | --- | --- |
| 2013-14 | Philadelphia | 51 | 0  | 11.3 | .422 | .200 | .642 | 2.1 | .5  | .5  | .2  | 2.8 |
| 2014-15 | Philadelphia | 20 | 6  | 19.0 | .412 | .233 | .636 | 3.7 | 1.4 | .9  | .2  | 6.3 |
| Total   | Total        | 71 | 6  | 13.2 | .417 | .233 | .644 | 2.5 | .8  | .6  | .2  | 3.8 |

## Palmarés

### FC Barcelona
- Liga ACB (1): 2020-21.
- Copa del Rey (2): 2021 y 2022

### Zalgiris Kaunas
- Liga de Lituania (2): 2017-18 y 2018-19
- Copa del Rey Mindaugas (1): 2018

### Mónaco
- Leaders Cup (1): 2017

### Consideraciones individuales
- MVP de las Finales de la Liga de Lituania (1): 2018
- Quinteto Ideal de la Euroliga (2):
  - Primer Quinteto (1): 2018-19
  - Segundo Quinteto (1): 2020-21
- Quinteto de la West Coast Conference (2)
  - Primer Quinteto (4): 2012 y 2013